# Barbian
Barbian (italienska: Barbiano) är en ort och kommun i provinsen Sydtyrolen i regionen Trentino-Sydtyrolen i Italien. Kommunen hade 1 755 invånare (2018). Enligt en folkräkning 2011 talar 97,53% av befolkningen tyska, 1,87% italienska och 0,6% ladinska som sitt modersmål.